# العلاقات التشيكية التونسية
العلاقات التشيكية التونسية هي العلاقات الثنائية التي تجمع بين التشيك وتونس.

## مقارنة بين البلدين
هذه مقارنة عامة ومرجعية للدولتين:
| وجه المقارنة                                              | التشيك                                                                            | تونس                                       |
| --------------------------------------------------------- | --------------------------------------------------------------------------------- | ------------------------------------------ |
| المساحة (كم2)                                             | 78.87 ألف                                                                         | 163.61 ألف                                 |
| عدد السكان (نسمة)                                         | 10.52 مليون                                                                       | 11.53 مليون                                |
| الكثافة السكانية (ن./كم²)                                 | 133.38                                                                            | 70.47                                      |
| العاصمة                                                   | براغ                                                                              | تونس                                       |
| اللغة الرسمية                                             | اللغة التشيكية                                                                    | اللغة العربية                              |
| العملة                                                    | كرونة تشيكية، كرونة تشيكوسلوفاكية                                                 | دينار تونسي                                |
| الناتج المحلي الإجمالي (بليون دولار)                      | 215.73 مليار                                                                      | 40.26 مليار                                |
| الناتج المحلي الإجمالي (تعادل القوة الشرائية) بليون دولار | 356.15 مليار                                                                      | 129.05 مليار                               |
| الناتج المحلي الإجمالي الاسمي للفرد دولار أمريكي          | 17.55 ألف                                                                         | 3.87 ألف                                   |
| الناتج المحلي الإجمالي للفرد دولار أمريكي                 | 31.19 ألف                                                                         | 11.44 ألف                                  |
| مؤشر التنمية البشرية                                      | 0.878                                                                             | 0.721                                      |
| رمز المكالمات الدولي                                      | +420                                                                              | +216                                       |
| رمز الإنترنت                                              | .cz                                                                               | .tn                                        |
| المنطقة الزمنية                                           | ت ع م+01:00، ت ع م+02:00، توقيت وسط أوروبا، توقيت وسط أوروبا الصيفي، أوروبا/براغ ‏ | ت ع م+01:00، توقيت وسط أوروبا، ت ع م+02:00 |

## مدن متوأمة
في ما يلي قائمة باتفاقيات التوأمة بين مدن تشيكية وتونسية:
- ترتبط براغ مع تونس باتفاقية توأمة منذ 1967.

## منظمات دولية مشتركة
يشترك البلدان في عضوية مجموعة من المنظمات الدولية، منها:
| علم المنظمة | اسم المنظمة                               | تاريخ انضمام التشيك | تاريخ انضمام تونس |
| ----------- | ----------------------------------------- | ------------------- | ----------------- |
|             | مؤسسة التنمية الدولية                     | 1993                | 30 ديسمبر 1960    |
|             | يونسكو                                    | 22 فبراير 1993      | 8 نوفمبر 1956     |
|             | مؤسسة التمويل الدولية                     | 1993                | 25 يوليو 1962     |
|             | منظمة حظر الأسلحة الكيميائية              | ?                   | ?                 |
|             | الأمم المتحدة                             | 19 يناير 1993       | 12 نوفمبر 1956    |
|             | الاتحاد الدولي للاتصالات                  | 1993                | 14 ديسمبر 1956    |
|             | منظمة الشرطة الجنائية الدولية             | ?                   | ?                 |
|             | البنك الدولي للإنشاء والتعمير             | 1993                | 14 أبريل 1958     |
|             | الاتحاد البريدي العالمي                   | ?                   | ?                 |
|             | المركز الدولي لتسوية المنازعات الاستشارية | 22 أبريل 1993       | 14 أكتوبر 1966    |
|             | وكالة ضمان الاستثمار متعدد الأطراف        | 1993                | 7 يونيو 1988      |
|             | منظمة التجارة العالمية                    | ?                   | ?                 |
|             | الفريق المعني برصد الأرض                  | ?                   | ?                 |

## وصلات خارجية
- موقع وزارة الخارجية التشيكية
- موقع وزارة الخارجية التونسية